# Roavvivärri (kulle i Finland)
Roavvivärri är en kulle i Finland.   Den ligger i den ekonomiska regionen Norra Lappland och landskapet Lappland, i den norra delen av landet, 1 000 km norr om huvudstaden Helsingfors. Toppen på Roavvivärri är 420 meter över havet, eller 121 meter över den omgivande terrängen. Bredden vid basen är 8,9 km.
Terrängen runt Roavvivärri är huvudsakligen platt, men åt nordväst är den kuperad.  Trakten runt Roavvivärri är nära nog obefolkad, med mindre än två invånare per kvadratkilometer. Det finns inga samhällen i närheten. Omgivningarna runt Roavvivärri är i huvudsak ett öppet busklandskap.